# Institut Max-Planck d'astrophysique
L’Institut Max-Planck d’astrophysique (MPA, Max-Planck-Institut für Astrophysik en allemand) est un institut situé à Garching bei München, en Allemagne. Géré par la société Max-Planck, il emploie environ 50 scientifiques, accueille 30 étudiants au doctorat ainsi qu'environ 20 scientifiques en résidence.
Le MPA est considéré comme un meneur mondial dans la recherche en astrophysique théorique. Selon Thomson Reuters, de 1999 à 2009, la société Max-Planck a effectué plus de publications et accumulé plus de citations dans les domaines de la physique et des sciences spatiales que tout autre organisme de recherche dans le monde.

## Histoire
L'institut est fondé en 1958 sous le nom d'Institut Max-Planck de physique et d'astrophysique. Ce dernier se divise en l'Institut Max-Planck d'astrophysique et l'Institut Max-Planck de physique en 1991.

## Structure
Le MPA est l'un des nombreux Instituts Max-Planck spécialisé en astronomie et astrophysique. Les autres sont l'Institut Max-Planck d'astronomie, l'Institut Max-Planck de radioastronomie, l'Institut Max-Planck de physique gravitationnelle et l'Institut Max-Planck de physique extraterrestre, dont les locaux sont situés à côté de ceux du MPA.
Les locaux du MPA sont également situés près du siège social de l'Observatoire européen austral. L'institut collabore également étroitement avec l'université technique de Munich et l'université Louis-et-Maximilien de Munich